# Olle Schmidt
Olle Schmidt (født 22. juli 1949) er siden 2006 svensk medlem af Europa-Parlamentet, valgt for Folkpartiet (indgår i parlamentsgruppen ALDE).